# Beat the Bastards
Beat The Bastards es el penúltimo álbum de estudio de la banda de hardcore/crossover The Exploited, el disco generó 3 exitosas canciones: "Beat The Bastards", "System Fucked Up" y "Law for the Rich" canciones que aparecen en el disco recopilarotorio "The Best Of The Exploited: 25 Years Of Anarchy And Chaos".

## Historia
En 1994, lentamente se dieron a la lenta tarea de producir otro álbum. El resultado sería Beat The Bastards, disco que es considerado por muchos, en especial por sus seguidores, un disco metal, editado en 1996, con 13 temas. Volverían los frecuentes cambios de alineación. Llamativo resulta el hecho de que para esta publicación grabarían con una alineación, tuvieran otra cuando lo lanzaron y para las giras promocionales otra diferente; incluso en los créditos del CD figura como guitarrista un tal Jamie Buchan, lo que hizo a muchos preguntarse de qué Buchan se trataba, ya que no había ningún Jamie Buchan conocido: la respuesta de la banda fue que el disco fue grabado con un guitarrista (Frazer Rosetti) el cual, una vez pagado por su trabajo, dejó al grupo sin previo aviso para radicarse en Canadá y formar parte la banda de funk rock llamada Bootsauce, y para llenar su nombre se incluyó a "Jamie Buchan", quien no era otro que el hijo de apenas 2 años de Wattie. Además, Wullie Buchan tocó el bajo en la mayoría de los temas (todos menos en 15 Years). Nuevamente se embarcarían en giras que los llevarían de nuevo por Inglaterra, Europa, Norteamérica y Latinoamérica. También se editarían varios trabajos recopilatorios.

## Producción y grabación (1994-1996)
"Beat The Bastards" define un sonido diferente que al de los trabajos anteriores, este álbum muestra un sonido de alta calidad y el rendimiento de las pistas en el estilo más pesado de lo similar al anterior trabajo de la banda The Massacre de 1990. En respuesta a una pregunta acerca de el cambio brusco del estilo musical del grupo, Wattie recordando a los periodistas que su primer álbum salió mucho antes de Metallica y esto que afectó a todo el género de thrash metal.
La producción y grabación del álbum fue hecha por Colin Richardson, conocido por su trabajo con las bandas Carcass y Napalm Death. En la grabación de Beat the Bastards, Colin dijo: "Hemos ido grabando en el estudio, todos tomaron un largo tiempo a causa de las voces. Quería que este disco suene muy apasionadamente fuerte, y le repetí a la discográfica una vez más que algo parecía mal en la voz de Wattie. La discográfica presiona fuertemente sobre nosotros, y es muy normal ... por un tiempo se puede escribir unos cinco álbumes". Una vez comentó el vocalista Wattie Buchan sobre el presupuesto de Beat the Bastards que fue de £ 40.000 en lugar de 20.000, es decir, esto fue superado en dos ocasiones".

## Recepción
A pesar de que The Exploited en este tiempo la actividad de la banda disminuyó este álbum, vendió 114.000 copias que fue un éxito en todo sentido,y este álbum fue muy bien recibido ante los fanes (sobre todo a los fanáticos metaleros y fanáticos del movimiento punk) y fue un gran éxito "underground" e independiente, superando las ventas de su antecesor.

## La llegada del nuevo milenio
Con la llegada del nuevo milenio, la actividad de la banda disminuyó un poco, presentándose sólo algunas veces en Gran Bretaña y sin noticias todavía respecto a algún nuevo trabajo. En 2000 una serie de bandas punk norteamericanas grabarían un disco de versiones de The Exploited llamado Troops Of Today. Se presentan varias veces en los celebrados festivales punk "Holidays in The Sun" en Inglaterra, además encabezan junto a Social Chaos una gira en Norteamérica también en el 2000, siendo éstas las únicas actividades en un par de años. Se llegó incluso a especular que Wattie había muerto o bien estaba gravemente enfermo.

## Lírica
La temática de la lírica esta principalmente orientada a la muerte, abuso infantil, la corrupción, la brutalidad y la anarquía.

## Lista de temas
- Todos los temas escritos por Wattie Buchan.

1. "Beat the Bastards" – 4:21
2. "Affected By Them" – 3:04
3. "Don't Blame Me" – 5:00
4. "Law for the Rich" – 3:20
5. "System Fucked Up" – 2:48
6. "They Lie" – 2:45
7. "If You're Sad" – 5:20
8. "Fightback" – 3:25
9. "Massacre of Innocents" – 4:00
10. "Police TV" – 3:44
11. "Sea of Blood" – 3:57
12. "15 Years" – 3:05
13. "Serial Killer" – 6:45

## Sencillos del álbum
- "Don't Blame Me"

## Curiosidades
Las canciones "Law For The Rich" y "Police TV" contienen muestras de audio de la película de 1971 Naranja mecánica.
El intro antes de canción "Beat The Bastards" contiene la muestra de cine Twin Peaks: Fire Walk with Me.
Lisbeth Salander (interpretado por Noomi Rapace) lleva una camiseta con arte de tapa del álbum en la adaptación cinematográfica sueca de Los hombres que no amaban a las mujeres (película de 2009).

## Posición en las listas
| Listas de éxitos (1996)                  |    |
| ---------------------------------------- | -- |
| Top Indepent Albums (UK)                 | 7  |
| UK Indie Chart                           | 25 |
| Top 200 Of The Britain Alternative Music | 1  |

## Personal
- Wattie Buchan - Voz
- Fraser "Fraz" Rosetti - Guitarra
- Willie Buchan - Batería y bajo
- Jim Gray - Bajo en "15 Years"
- Arthur "Arf" Dalrymple - Solo de guitarra en "System Fucked Up" y segundo solo en "Serial Killer"

Adicional
- Jimi Spencer y ZM - Ingenieros de Sonido
- Colin Richardson y ZM - Productores
- Colin Richardson - Mezclas
- Frank Arkwright - Edición Digital

- Datos: Q1933298